# نوویه بیشیندی
نوویه بیشیندی (انگلیسی: Novyye Bishindy) یک شهرک در شهرستان تویمازینسکی استان باشقیرستان کشور روسیه است.